# Paragomphus hoffmanni
Paragomphus hoffmanni is een echte libel uit de familie van de rombouten (Gomphidae).
De wetenschappelijke naam van de soort werd in 1931 als Gomphus hoffmanni gepubliceerd door James George Needham.
De soort staat op de Rode Lijst van de IUCN als onzeker, beoordelingsjaar 2007.